# Фроте-ле-Везуль
Фроте́-ле-Везу́ль (фр. Frotey-lès-Vesoul) — коммуна во Франции, находится в регионе Франш-Конте. Департамент — Верхняя Сона. Входит в состав кантона Везуль-Эст. Округ коммуны — Везуль.
Код INSEE коммуны — 70261.

## География
Коммуна расположена приблизительно в 320 км к юго-востоку от Парижа, в 45 км севернее Безансона, в 3 км к востоку от Везуля.
Вдоль южной границы коммуны протекает река Колонбина.

## Население
Население коммуны на 2010 год составляло 1380 человек.
| 1962 | 1968 | 1975 | 1982 | 1990 | 1999 | 2010 |
| ---- | ---- | ---- | ---- | ---- | ---- | ---- |
| 810  | 873  | 1161 | 1256 | 1455 | 1426 | 1380 |

## Экономика
В 2010 году среди 927 человек трудоспособного возраста (15—64 лет) 654 были экономически активными, 273 — неактивными (показатель активности — 70,6 %, в 1999 году было 64,9 %). Из 654 активных жителей работали 593 человека (312 мужчин и 281 женщина), безработных было 61 (41 мужчина и 20 женщин). Среди 273 неактивных 104 человека были учениками или студентами, 120 — пенсионерами, 49 были неактивными по другим причинам.

## Фотогалерея
- Фроте-ле-Везуль
- Карта коммуны